# Хатуариергау
Хатуариергау също Хетергау (на немски: Hattuariergau; Hettergau; на латински: pagus Attoarii; Hattuaria) е средновековно франкско Каролингско гауграфство на Франкската империя на левия бряг на Долен Рейн по река Нирс, приток на Маас, на територията на Хатуарите (Chattuarii). Неговите главни селища са Гелдерн, Ксантен и Генеп. На юг се намирал Мюлгау.

## Графове в Хатуариергау
- Готфрид, тъст на Билунгера граф Вихман III († 1016) и чичо на граф Балдерих фон Дренте († 1021)
- Герхард Фламенс († 1082), граф на Васенберг, граф в Рургау 1057, граф в Хатуариергау 1067, като Герхард II граф на Маасгау ок. 1080